# Demonax inscriptus
Demonax inscriptus là một loài bọ cánh cứng trong họ Cerambycidae.